# Птитим
Птитим (ивр. פתיתים‎) — макаронные изделия наподобие кускуса, отличающиеся от такового более крупными зёрнами, чем сходны также с турецким булгуром.
После репатриации евреев из стран Магриба в 1940-х и 1950-х годах в Израиле получил распространение аналог кускуса — «птитим» (ивр. פתיתים‎), который отличается крупным размером зёрен (наподобие ризони). Необходимость производства универсального продукта, способного заменить кускус и, главное, рис, возникла в Израиле в середине XX века. В то время в стране ощущалась нехватка этих традиционных продуктов, поэтому первый премьер-министр Израиля поставил задачу перед специалистами разработать им полноценную замену. Впервые этот продукт был изготовлен из пшеничной муки по технологии производства макаронных изделий, но в форме риса, и быстро завоевал место в кухне Израиля, где его окрестили «рисом Бен-Гуриона».
Затем, несколько позже, появился израильский кускус — птитим, внешне похожий на одноимённый продукт. В настоящее время этот продукт производится также в форме шариков, ракушек, сердечек, звездочек, спиралек, рожков, различных фигурок, которые нравятся детям. Он бывает окрашенным в разные цвета, с разнообразными вкусами, придаваемыми различными натуральными добавками.
Птитим используют для приготовления множества блюд — гарниров, супов, салатов. Многогранность кулинарного использования, простота технологии производства и полезные свойства позволили птитиму войти в рацион жителей многих стран мира. Приготовление пищи с использованием птитима является довольно простым. Его отваривают до готовности в кипятке, затем откидывают на дуршлаг. Благодаря плотной консистенции, продукт остается рассыпчатым, не слипается, не теряет форму.
Как и другие макаронные изделия из пшеницы твёрдых сортов, птитим содержат значительное количество растительного белка, витамины группы B, микро- и макроэлементы. Изготовление птитима осуществляется с использованием только муки из твёрдых сортов пшеницы и воды, в нём отсутствуют искусственные добавки.